# Conocephalus trivittatus
Conocephalus trivittatus är en insektsart som först beskrevs av Carl Stål 1861.  Conocephalus trivittatus ingår i släktet Conocephalus och familjen vårtbitare. Inga underarter finns listade i Catalogue of Life.